# Ортогнатизм

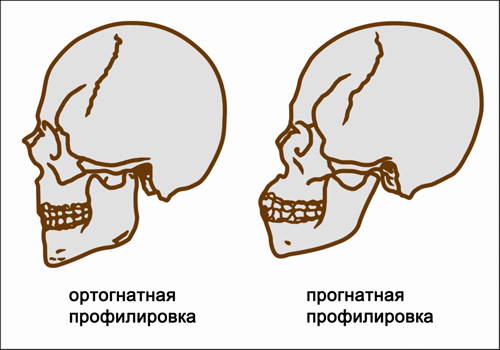
Варианты профилировки лица (по Е. Н. Хрисанфовой и И. В. Перевозчикову)

Ортогнати́зм (от др.-греч. ορθός «прямой» и γνάθος «челюсть») — один из вариантов лицевой профилировки в вертикальной плоскости, выраженный в слабой степени выступания носовой и альвеолярной частей лица, а также всего лица в целом. Линия, проходящая от корня носа до передней поверхности верхней челюсти, размещена в этом случае примерно вертикально. Ортогнатизм определяется при помощи кефалометрических и краниометрических измерений (в первом случае проводятся измерения головы, во втором — измерения черепа). Лицевой угол при ортогнатизме составляет от 85° до 92,9°. Помимо ортогнатизма различают сильную степень вертикальной профилировки (выступания) лица — прогнатизм, и среднюю — мезогнатизм.
Ортогнатизм, как и остальные типы вертикальной профилировки лица относится к одним из важнейших антропологических признаков в расовых классификациях. По данным признакам выделяют большие расы, а также переходные и промежуточные расы между большими. Ортогнатизм присущ представителям европеоидной расы и часто встречается у монголоидов (наряду с мезогнатизмом). Прогнатизм характерен для негроидов и меланезоидов. Для веддо-австралоидов характерны как прогнатные, так и мезогнатные и ортогнатные формы профилировки. У представителей промежуточных и переходных рас, таких, как эфиопская, южноиндийская и полинезийская, а также у американоидной расы в основном встречается мезогнатизм.